# 核兵器廃絶日本NGO連絡会
核兵器廃絶日本NGO連絡会は、核兵器廃絶に向けて日本国内で活動する非政府組織（NGO）や市民団体の連絡組織である。加入数は約40団体。